# The-Dream
Terius Youngdell Nash (rođen 14. lipnja 1981.), poznatiji kao The-Dream je američki R&B/pop pjevač i producent. Rođen je u Sjevernoj Karolini i odrastao je sa svojom majkom sve dok nije preminula u 35. godini života. Poslije se preselio u Atlantu gdje je živio sa svojim djedom.

## Diskografija
Studijski albumi
- 2007.: Love Hate
- 2009.: Love vs. Money
- 2010.: Love King
- 2011.: The Love, IV: Diary of a Madman

EP-ovi
- 2011.: 1977[1]

## Vanjske poveznice
- Službena stranica
- Radio Killa Records  Arhivirana inačica izvorne stranice od 24. travnja 2020. (Wayback Machine)